# Hicham Boussefiane
Hicham Boussefiane (Rabat, 9 januari 1998) is een Marokkaans profvoetballer die bij voorkeur als aanvaller speelt. Hij verruilde Málaga CF in 2022 voor Wydad Casablanca.

## Carrière
Málaga CF plukte Boussefiane in 2016 weg uit de Mohammed VI voetbalacademie. Na een jaar bij de jeugd stroomde hij door naar Málaga CF B, het B-elftal van Málaga dat toen uitkwam in de Tercera División. In het seizoen 2018/19 kwam hij naast het B-elftal (inmiddels in de Segunda División B) ook uit voor het A-elftal van de club. Zijn eerste officiële wedstrijd in het eerste elftal speelde hij op 18 augustus 2018: op de eerste speeldag van de Segunda División A viel hij tegen CD Lugo in de 71e minuut in voor Renato Santos.

## Clubstatistieken
| Seizoen         | Club            | Land            | Competitie         | Competitie | Competitie | Beker | Beker | Internationaal | Internationaal | Totaal | Totaal |
| Seizoen         | Club            | Land            | Competitie         | Wed.       | Dlp.       | Wed.  | Dlp.  | Wed.           | Dlp.           | Wed.   | Dlp.   |
| --------------- | --------------- | --------------- | ------------------ | ---------- | ---------- | ----- | ----- | -------------- | -------------- | ------ | ------ |
| 2018/19         | Málaga CF B     | Vlag van Spanje | Segunda División A | 15         | 4          | —     | —     | —              | —              | 15     | 4      |
| 2018/19         | Málaga CF       | Vlag van Spanje | Segunda División A | 12         | 1          | 1     | 0     | —              | —              | 13     | 1      |
| 2019/20         | Málaga CF       | Vlag van Spanje | Segunda División A | 13         | 0          | 0     | 0     | —              | —              | 13     | 0      |
| Carrière totaal | Carrière totaal | Carrière totaal | Carrière totaal    | 40         | 5          | 1     | 0     | 0              | 0              | 41     | 5      |

Bijgewerkt op 4 april 2020.